# Fenerivia ghesquiereana
Fenerivia ghesquiereana är en kirimojaväxtart som först beskrevs av Alberto Judice Leote Cavaco och Monique Keraudren, och fick sitt nu gällande namn av Richard M.K. Saunders. Fenerivia ghesquiereana ingår i släktet Fenerivia och familjen kirimojaväxter. Inga underarter finns listade i Catalogue of Life.